# Iguln
Iguln är en sjö i Härjedalens kommun i Hälsingland och ingår i Ljusnans huvudavrinningsområde. Sjön har en area på 0,686 kvadratkilometer och ligger 492,9 meter över havet. Sjön avvattnas av vattendraget Kvarnån.

## Delavrinningsområde
Iguln ingår i det delavrinningsområde (686697-144703) som SMHI kallar för Utloppet av Iguln. Medelhöjden är 537 meter över havet och ytan är 5,13 kvadratkilometer. Det finns inga avrinningsområden uppströms utan avrinningsområdet är högsta punkten. Kvarnån som avvattnar avrinningsområdet har biflödesordning 3, vilket innebär att vattnet flödar genom totalt 3 vattendrag innan det når havet efter 207 kilometer. Avrinningsområdet består mestadels av skog (77 procent). Avrinningsområdet har 0,69 kvadratkilometer vattenytor vilket ger det en sjöprocent på 13,3 procent.